# Eleições legislativas portuguesas de 2025 no distrito de Viseu
| Eleições legislativas portuguesas de 2025 Distritos: Aveiro \| Beja \| Braga \| Bragança \| Castelo Branco \| Coimbra \| Évora \| Faro \| Guarda \| Leiria \| Lisboa \| Portalegre \| Porto \| Santarém \| Setúbal \| Viana do Castelo \| Vila Real \| Viseu \| Açores \| Madeira \| Estrangeiro |

## Resultados por concelho
Os resultados nos concelhos do Distrito de Viseu foram os seguintes:

### Armamar
| Partido                 | Partido                                  | Votos | %               | +/-  |
| ----------------------- | ---------------------------------------- | ----- | --------------- | ---- |
|                         | AD - Coligação PSD/CDS                   | 1 590 | 46,15 / 100,00  | 5,66 |
|                         | Chega                                    | 843   | 24,47 / 100,00  | 3,22 |
|                         | Partido Socialista                       | 569   | 16,52 / 100,00  | 5,94 |
|                         | Iniciativa Liberal                       | 99    | 2,87 / 100,00   | 0,34 |
|                         | Alternativa Democrática Nacional         | 85    | 2,47 / 100,00   | 0,52 |
|                         | Coligação Democrática Unitária (PCP-PEV) | 75    | 2,18 / 100,00   | 0,81 |
|                         | Livre                                    | 42    | 1,22 / 100,00   | 0,21 |
|                         | Outros (com menos de 1,00%)              | 74    | 2,14 / 100,00   |      |
| Votos Inválidos         | Votos Inválidos                          | 68    | 1,97 / 100,00   | 0,64 |
| Total                   | Total                                    | 3 445 | 100,00 / 100,00 |      |
| Eleitorado/Participação | Eleitorado/Participação                  | 5 581 | 61,73 / 100,00  | 0,01 |

### Carregal do Sal
| Partido                 | Partido                                  | Votos | %               | +/-  |
| ----------------------- | ---------------------------------------- | ----- | --------------- | ---- |
|                         | AD - Coligação PSD/CDS                   | 2 124 | 40,98 / 100,00  | 5,79 |
|                         | Chega                                    | 1 286 | 24,81 / 100,00  | 4,48 |
|                         | Partido Socialista                       | 1 097 | 21,17 / 100,00  | 5,86 |
|                         | Alternativa Democrática Nacional         | 134   | 2,59 / 100,00   | 1,32 |
|                         | Iniciativa Liberal                       | 119   | 2,30 / 100,00   | 0,07 |
|                         | Livre                                    | 113   | 2,18 / 100,00   | 0,86 |
|                         | Bloco de Esquerda                        | 69    | 1,33 / 100,00   | 1,87 |
|                         | Coligação Democrática Unitária (PCP-PEV) | 54    | 1,04 / 100,00   | 0,13 |
|                         | Outros (com menos de 1,00%)              | 50    | 1,00 / 100,00   |      |
| Votos Inválidos         | Votos Inválidos                          | 137   | 2,64 / 100,00   | 0,48 |
| Total                   | Total                                    | 5 183 | 100,00 / 100,00 |      |
| Eleitorado/Participação | Eleitorado/Participação                  | 8 837 | 58,65 / 100,00  | 0,04 |

### Castro Daire
| Partido                 | Partido                          | Votos  | %               | +/-   |
| ----------------------- | -------------------------------- | ------ | --------------- | ----- |
|                         | AD - Coligação PSD/CDS           | 3 837  | 48,27 / 100,00  | 10,21 |
|                         | Chega                            | 1 889  | 23,76 / 100,00  | 1,27  |
|                         | Partido Socialista               | 1 437  | 18,08 / 100,00  | 7,67  |
|                         | Alternativa Democrática Nacional | 172    | 2,16 / 100,00   | 1,05  |
|                         | Iniciativa Liberal               | 154    | 1,94 / 100,00   | 0,08  |
|                         | Outros (com menos de 1,00%)      | 283    | 3,57 / 100,00   |       |
| Votos Inválidos         | Votos Inválidos                  | 177    | 2,22 / 100,00   | 0,38  |
| Total                   | Total                            | 7 949  | 100,00 / 100,00 |       |
| Eleitorado/Participação | Eleitorado/Participação          | 13 495 | 58,90 / 100,00  | 0,11  |

### Cinfães
| Partido                 | Partido                          | Votos  | %               | +/-  |
| ----------------------- | -------------------------------- | ------ | --------------- | ---- |
|                         | AD - Coligação PSD/CDS           | 3 981  | 42,12 / 100,00  | 9,23 |
|                         | Partido Socialista               | 2 636  | 27,89 / 100,00  | 8,54 |
|                         | Chega                            | 1 766  | 18,68 / 100,00  | 2,57 |
|                         | Alternativa Democrática Nacional | 274    | 2,90 / 100,00   | 0,40 |
|                         | Iniciativa Liberal               | 164    | 1,74 / 100,00   | 0,24 |
|                         | Livre                            | 109    | 1,15 / 100,00   | 0,19 |
|                         | Outros (com menos de 1,00%)      | 284    | 3,01 / 100,00   |      |
| Votos Inválidos         | Votos Inválidos                  | 238    | 2,51 / 100,00   | 0,20 |
| Total                   | Total                            | 9 452  | 100,00 / 100,00 |      |
| Eleitorado/Participação | Eleitorado/Participação          | 15 789 | 59,86 / 100,00  | 0,08 |

### Lamego
| Partido                 | Partido                                  | Votos  | %               | +/-  |
| ----------------------- | ---------------------------------------- | ------ | --------------- | ---- |
|                         | AD - Coligação PSD/CDS                   | 6 221  | 41,87 / 100,00  | 6,35 |
|                         | Partido Socialista                       | 3 424  | 23,04 / 100,00  | 6,65 |
|                         | Chega                                    | 3 398  | 22,87 / 100,00  | 4,12 |
|                         | Iniciativa Liberal                       | 444    | 2,99 / 100,00   | 0,49 |
|                         | Coligação Democrática Unitária (PCP-PEV) | 291    | 1,96 / 100,00   | 0,10 |
|                         | Livre                                    | 277    | 1,86 / 100,00   | 0,50 |
|                         | Alternativa Democrática Nacional         | 272    | 1,83 / 100,00   | 0,85 |
|                         | Bloco de Esquerda                        | 161    | 1,08 / 100,00   | 1,37 |
|                         | Outros (com menos de 1,00%)              | 93     | 0,68 / 100,00   |      |
| Votos Inválidos         | Votos Inválidos                          | 277    | 1,86 / 100,00   | 0,22 |
| Total                   | Total                                    | 14 858 | 100,00 / 100,00 |      |
| Eleitorado/Participação | Eleitorado/Participação                  | 23 044 | 64,48 / 100,00  | 0,35 |

### Mangualde
| Partido                 | Partido                                  | Votos  | %               | +/-  |
| ----------------------- | ---------------------------------------- | ------ | --------------- | ---- |
|                         | AD - Coligação PSD/CDS                   | 3 880  | 37,02 / 100,00  | 5,35 |
|                         | Chega                                    | 2 655  | 25,33 / 100,00  | 3,55 |
|                         | Partido Socialista                       | 2 636  | 25,15 / 100,00  | 5,49 |
|                         | Iniciativa Liberal                       | 310    | 2,96 / 100,00   | 0,68 |
|                         | Livre                                    | 197    | 1,88 / 100,00   | 0,17 |
|                         | Alternativa Democrática Nacional         | 178    | 1,70 / 100,00   | 0,94 |
|                         | Coligação Democrática Unitária (PCP-PEV) | 138    | 1,32 / 100,00   | 0,16 |
|                         | Outros (com menos de 1,00%)              | 178    | 1,71 / 100,00   |      |
| Votos Inválidos         | Votos Inválidos                          | 308    | 2,94 / 100,00   | 0,46 |
| Total                   | Total                                    | 10 480 | 100,00 / 100,00 |      |
| Eleitorado/Participação | Eleitorado/Participação                  | 17 735 | 59,09 / 100,00  | 1,74 |

### Moimenta da Beira
| Partido                 | Partido                                  | Votos | %               | +/-  |
| ----------------------- | ---------------------------------------- | ----- | --------------- | ---- |
|                         | AD - Coligação PSD/CDS                   | 2 334 | 41,03 / 100,00  | 5,48 |
|                         | Chega                                    | 1 378 | 24,23 / 100,00  | 3,51 |
|                         | Partido Socialista                       | 1 280 | 22,50 / 100,00  | 6,57 |
|                         | Alternativa Democrática Nacional         | 149   | 2,62 / 100,00   | 1,00 |
|                         | Iniciativa Liberal                       | 143   | 2,51 / 100,00   | 0,41 |
|                         | Livre                                    | 73    | 1,28 / 100,00   | 0,23 |
|                         | Coligação Democrática Unitária (PCP-PEV) | 62    | 1,09 / 100,00   | 0,29 |
|                         | Outros (com menos de 1,00%)              | 98    | 1,72 / 100,00   |      |
| Votos Inválidos         | Votos Inválidos                          | 171   | 3,01 / 100,00   | 0,15 |
| Total                   | Total                                    | 5 688 | 100,00 / 100,00 |      |
| Eleitorado/Participação | Eleitorado/Participação                  | 9 862 | 57,68 / 100,00  | 0,12 |

### Mortágua
| Partido                 | Partido                          | Votos | %               | +/-  |
| ----------------------- | -------------------------------- | ----- | --------------- | ---- |
|                         | AD - Coligação PSD/CDS           | 2 013 | 43,90 / 100,00  | 6,58 |
|                         | Partido Socialista               | 1 112 | 24,25 / 100,00  | 4,36 |
|                         | Chega                            | 678   | 14,79 / 100,00  | 0,46 |
|                         | Iniciativa Liberal               | 137   | 2,99 / 100,00   | 0,02 |
|                         | Livre                            | 119   | 2,60 / 100,00   | 1,10 |
|                         | Alternativa Democrática Nacional | 115   | 2,51 / 100,00   | 1,33 |
|                         | Bloco de Esquerda                | 77    | 1,68 / 100,00   | 3,05 |
|                         | Outros (com menos de 1,00%)      | 84    | 1,83 / 100,00   |      |
| Votos Inválidos         | Votos Inválidos                  | 250   | 5,45 / 100,00   | 0,13 |
| Total                   | Total                            | 4 585 | 100,00 / 100,00 |      |
| Eleitorado/Participação | Eleitorado/Participação          | 8 170 | 56,12 / 100,00  | 3,53 |

### Nelas
| Partido                 | Partido                                  | Votos  | %               | +/-  |
| ----------------------- | ---------------------------------------- | ------ | --------------- | ---- |
|                         | AD - Coligação PSD/CDS                   | 2 724  | 37,15 / 100,00  | 5,38 |
|                         | Chega                                    | 1 878  | 25,61 / 100,00  | 4,62 |
|                         | Partido Socialista                       | 1 722  | 23,49 / 100,00  | 6,53 |
|                         | Iniciativa Liberal                       | 213    | 2,91 / 100,00   | 0,10 |
|                         | Livre                                    | 172    | 2,35 / 100,00   | 0,76 |
|                         | Alternativa Democrática Nacional         | 117    | 1,60 / 100,00   | 1,20 |
|                         | Bloco de Esquerda                        | 108    | 1,47 / 100,00   | 1,96 |
|                         | Coligação Democrática Unitária (PCP-PEV) | 102    | 1,39 / 100,00   | 0,34 |
|                         | Outros (com menos de 1,00%)              | 67     | 0,91 / 100,00   |      |
| Votos Inválidos         | Votos Inválidos                          | 229    | 3,12 / 100,00   | 0,53 |
| Total                   | Total                                    | 7 332  | 100,00 / 100,00 |      |
| Eleitorado/Participação | Eleitorado/Participação                  | 12 295 | 59,63 / 100,00  | 1,15 |

### Oliveira de Frades
| Partido                 | Partido                                  | Votos | %               | +/-  |
| ----------------------- | ---------------------------------------- | ----- | --------------- | ---- |
|                         | AD - Coligação PSD/CDS                   | 2 642 | 46,55 / 100,00  | 5,65 |
|                         | Chega                                    | 1 358 | 23,93 / 100,00  | 1,75 |
|                         | Partido Socialista                       | 942   | 16,60 / 100,00  | 5,69 |
|                         | Iniciativa Liberal                       | 165   | 2,91 / 100,00   | 0,51 |
|                         | Livre                                    | 123   | 2,17 / 100,00   | 0,51 |
|                         | Alternativa Democrática Nacional         | 113   | 1,99 / 100,00   | 0,39 |
|                         | Coligação Democrática Unitária (PCP-PEV) | 68    | 1,20 / 100,00   | 0,02 |
|                         | Outros (com menos de 1,00%)              | 101   | 1,77 / 100,00   |      |
| Votos Inválidos         | Votos Inválidos                          | 164   | 2,89 / 100,00   | 0,11 |
| Total                   | Total                                    | 5 676 | 100,00 / 100,00 |      |
| Eleitorado/Participação | Eleitorado/Participação                  | 8 559 | 66,32 / 100,00  | 2,26 |

### Penalva do Castelo
| Partido                 | Partido                          | Votos | %               | +/-  |
| ----------------------- | -------------------------------- | ----- | --------------- | ---- |
|                         | AD - Coligação PSD/CDS           | 2 013 | 45,15 / 100,00  | 9,36 |
|                         | Partido Socialista               | 1 134 | 25,44 / 100,00  | 6,80 |
|                         | Chega                            | 802   | 17,99 / 100,00  | 0,93 |
|                         | Alternativa Democrática Nacional | 100   | 2,24 / 100,00   | 0,60 |
|                         | Iniciativa Liberal               | 82    | 1,84 / 100,00   | 0,22 |
|                         | Livre                            | 80    | 1,79 / 100,00   | 0,55 |
|                         | Bloco de Esquerda                | 47    | 1,05 / 100,00   | 1,08 |
|                         | Outros (com menos de 1,00%)      | 82    | 1,84 / 100,00   |      |
| Votos Inválidos         | Votos Inválidos                  | 118   | 2,65 / 100,00   | 0,65 |
| Total                   | Total                            | 4 458 | 100,00 / 100,00 |      |
| Eleitorado/Participação | Eleitorado/Participação          | 7 205 | 61,87 / 100,00  | 1,61 |

### Penedono
| Partido                 | Partido                                  | Votos | %               | +/-  |
| ----------------------- | ---------------------------------------- | ----- | --------------- | ---- |
|                         | AD - Coligação PSD/CDS                   | 660   | 42,69 / 100,00  | 5,14 |
|                         | Chega                                    | 348   | 22,51 / 100,00  | 1,06 |
|                         | Partido Socialista                       | 327   | 21,15 / 100,00  | 4,93 |
|                         | Iniciativa Liberal                       | 46    | 2,98 / 100,00   | 0,96 |
|                         | Alternativa Democrática Nacional         | 30    | 1,94 / 100,00   | 1,78 |
|                         | Livre                                    | 30    | 1,94 / 100,00   | 0,64 |
|                         | Coligação Democrática Unitária (PCP-PEV) | 29    | 1,88 / 100,00   | 0,25 |
|                         | Outros (com menos de 1,00%)              | 27    | 1,75 / 100,00   |      |
| Votos Inválidos         | Votos Inválidos                          | 49    | 3,17 / 100,00   | 0,56 |
| Total                   | Total                                    | 1 546 | 100,00 / 100,00 |      |
| Eleitorado/Participação | Eleitorado/Participação                  | 2 774 | 55,73 / 100,00  | 0,91 |

### Resende
| Partido                 | Partido                          | Votos | %               | +/-   |
| ----------------------- | -------------------------------- | ----- | --------------- | ----- |
|                         | AD - Coligação PSD/CDS           | 3 067 | 49,72 / 100,00  | 10,99 |
|                         | Partido Socialista               | 1 690 | 27,40 / 100,00  | 7,83  |
|                         | Chega                            | 822   | 13,32 / 100,00  | 0,22  |
|                         | Alternativa Democrática Nacional | 129   | 2,09 / 100,00   | 0,83  |
|                         | Iniciativa Liberal               | 101   | 1,64 / 100,00   | 0,09  |
|                         | Livre                            | 67    | 1,09 / 100,00   | 0,20  |
|                         | Outros (com menos de 1,00%)      | 152   | 2,47 / 100,00   |       |
| Votos Inválidos         | Votos Inválidos                  | 141   | 2,29 / 100,00   | 0,19  |
| Total                   | Total                            | 6 169 | 100,00 / 100,00 |       |
| Eleitorado/Participação | Eleitorado/Participação          | 9 638 | 64,01 / 100,00  | 0,36  |

### Santa Comba Dão
| Partido                 | Partido                          | Votos  | %               | +/-  |
| ----------------------- | -------------------------------- | ------ | --------------- | ---- |
|                         | AD - Coligação PSD/CDS           | 2 693  | 44,62 / 100,00  | 7,87 |
|                         | Partido Socialista               | 1 310  | 21,71 / 100,00  | 6,74 |
|                         | Chega                            | 1 232  | 20,41 / 100,00  | 2,86 |
|                         | Iniciativa Liberal               | 164    | 2,72 / 100,00   | 0,21 |
|                         | Livre                            | 140    | 2,32 / 100,00   | 0,33 |
|                         | Alternativa Democrática Nacional | 104    | 1,72 / 100,00   | 1,36 |
|                         | Bloco de Esquerda                | 98     | 1,62 / 100,00   | 1,29 |
|                         | Outros (com menos de 1,00%)      | 115    | 1,91 / 100,00   |      |
| Votos Inválidos         | Votos Inválidos                  | 179    | 1,97 / 100,00   | 1,91 |
| Total                   | Total                            | 6 035  | 100,00 / 100,00 |      |
| Eleitorado/Participação | Eleitorado/Participação          | 10 103 | 59,73 / 100,00  | 2,62 |

### São João da Pesqueira
| Partido                 | Partido                          | Votos | %               | +/-  |
| ----------------------- | -------------------------------- | ----- | --------------- | ---- |
|                         | AD - Coligação PSD/CDS           | 1 510 | 42,18 / 100,00  | 8,26 |
|                         | Chega                            | 892   | 24,92 / 100,00  | 4,40 |
|                         | Partido Socialista               | 657   | 18,35 / 100,00  | 8,92 |
|                         | Iniciativa Liberal               | 99    | 2,77 / 100,00   | 0,44 |
|                         | Alternativa Democrática Nacional | 98    | 2,74 / 100,00   | 1,81 |
|                         | Livre                            | 51    | 1,42 / 100,00   | 0,33 |
|                         | Bloco de Esquerda                | 36    | 1,01 / 100,00   | 1,62 |
|                         | Outros (com menos de 1,00%)      | 73    | 2,04 / 100,00   |      |
| Votos Inválidos         | Votos Inválidos                  | 164   | 4,58 / 100,00   | 1,90 |
| Total                   | Total                            | 3 580 | 100,00 / 100,00 |      |
| Eleitorado/Participação | Eleitorado/Participação          | 6 405 | 55,89 / 100,00  | 5,11 |

### São Pedro do Sul
| Partido                 | Partido                                  | Votos  | %               | +/-  |
| ----------------------- | ---------------------------------------- | ------ | --------------- | ---- |
|                         | AD - Coligação PSD/CDS                   | 3 601  | 39,50 / 100,00  | 5,88 |
|                         | Partido Socialista                       | 2 767  | 24,87 / 100,00  | 5,64 |
|                         | Chega                                    | 2 003  | 21,97 / 100,00  | 2,40 |
|                         | Iniciativa Liberal                       | 283    | 3,10 / 100,00   | 0,61 |
|                         | Livre                                    | 167    | 1,83 / 100,00   | 0,35 |
|                         | Coligação Democrática Unitária (PCP-PEV) | 145    | 1,59 / 100,00   | 0,03 |
|                         | Alternativa Democrática Nacional         | 143    | 1,57 / 100,00   | 1,49 |
|                         | Bloco de Esquerda                        | 125    | 1,37 / 100,00   | 1,27 |
|                         | Outros (com menos de 1,00%)              | 96     | 1,05 / 100,00   |      |
| Votos Inválidos         | Votos Inválidos                          | 287    | 3,15 / 100,00   | 0,16 |
| Total                   | Total                                    | 9 117  | 100,00 / 100,00 |      |
| Eleitorado/Participação | Eleitorado/Participação                  | 14 521 | 62,78 / 100,00  | 1,52 |

### Sátão
| Partido                 | Partido                          | Votos  | %               | +/-  |
| ----------------------- | -------------------------------- | ------ | --------------- | ---- |
|                         | AD - Coligação PSD/CDS           | 3 122  | 46,16 / 100,00  | 6,58 |
|                         | Chega                            | 1 682  | 24,87 / 100,00  | 2,07 |
|                         | Partido Socialista               | 1 176  | 17,39 / 100,00  | 3,92 |
|                         | Alternativa Democrática Nacional | 184    | 2,72 / 100,00   | 1,49 |
|                         | Iniciativa Liberal               | 157    | 2,32 / 100,00   | 0,12 |
|                         | Livre                            | 107    | 1,58 / 100,00   | 0,22 |
|                         | Outros (com menos de 1,00%)      | 176    | 2,61 / 100,00   |      |
| Votos Inválidos         | Votos Inválidos                  | 160    | 2,37 / 100,00   | 0,36 |
| Total                   | Total                            | 6 764  | 100,00 / 100,00 |      |
| Eleitorado/Participação | Eleitorado/Participação          | 12 065 | 56,06 / 100,00  | 0,41 |

### Sernancelhe
| Partido                 | Partido                          | Votos | %               | +/-  |
| ----------------------- | -------------------------------- | ----- | --------------- | ---- |
|                         | AD - Coligação PSD/CDS           | 2 144 | 61,43 / 100,00  | 1,32 |
|                         | Chega                            | 590   | 16,91 / 100,00  | 2,59 |
|                         | Partido Socialista               | 468   | 13,41 / 100,00  | 2,11 |
|                         | Alternativa Democrática Nacional | 84    | 2,41 / 100,00   | 0,80 |
|                         | Iniciativa Liberal               | 43    | 1,23 / 100,00   | 0,25 |
|                         | Outros (com menos de 1,00%)      | 91    | 2,61 / 100,00   |      |
| Votos Inválidos         | Votos Inválidos                  | 70    | 2,00 / 100,00   | 0,07 |
| Total                   | Total                            | 3 490 | 100,00 / 100,00 |      |
| Eleitorado/Participação | Eleitorado/Participação          | 5 024 | 69,47 / 100,00  | 1,55 |

### Tabuaço
| Partido                 | Partido                          | Votos | %               | +/-  |
| ----------------------- | -------------------------------- | ----- | --------------- | ---- |
|                         | AD - Coligação PSD/CDS           | 1 272 | 45,38 / 100,00  | 7,81 |
|                         | Chega                            | 710   | 25,33 / 100,00  | 2,89 |
|                         | Partido Socialista               | 586   | 20,91 / 100,00  | 5,41 |
|                         | Alternativa Democrática Nacional | 49    | 1,75 / 100,00   | 0,74 |
|                         | Iniciativa Liberal               | 49    | 1,75 / 100,00   | 0,60 |
|                         | Outros (com menos de 1,00%)      | 87    | 3,11 / 100,00   |      |
| Votos Inválidos         | Votos Inválidos                  | 50    | 1,78 / 100,00   | 0,75 |
| Total                   | Total                            | 2 803 | 100,00 / 100,00 |      |
| Eleitorado/Participação | Eleitorado/Participação          | 4 566 | 61,39 / 100,00  | 0,78 |

### Tarouca
| Partido                 | Partido                                  | Votos | %               | +/-  |
| ----------------------- | ---------------------------------------- | ----- | --------------- | ---- |
|                         | AD - Coligação PSD/CDS                   | 1 868 | 42,27 / 100,00  | 6,83 |
|                         | Chega                                    | 1 163 | 26,32 / 100,00  | 3,80 |
|                         | Partido Socialista                       | 854   | 19,33 / 100,00  | 6,21 |
|                         | Alternativa Democrática Nacional         | 104   | 2,35 / 100,00   | 1,25 |
|                         | Iniciativa Liberal                       | 89    | 2,01 / 100,00   | 0,14 |
|                         | Coligação Democrática Unitária (PCP-PEV) | 81    | 1,83 / 100,00   | 0,27 |
|                         | Bloco de Esquerda                        | 64    | 1,45 / 100,00   | 1,70 |
|                         | Livre                                    | 56    | 1,27 / 100,00   | 0,34 |
|                         | Outros (com menos de 1,00%)              | 40    | 0,90 / 100,00   |      |
| Votos Inválidos         | Votos Inválidos                          | 100   | 2,26 / 100,00   | 0,09 |
| Total                   | Total                                    | 4 419 | 100,00 / 100,00 |      |
| Eleitorado/Participação | Eleitorado/Participação                  | 7 180 | 61,55 / 100,00  | 1,77 |

### Tondela
| Partido                 | Partido                                  | Votos  | %               | +/-  |
| ----------------------- | ---------------------------------------- | ------ | --------------- | ---- |
|                         | AD - Coligação PSD/CDS                   | 6 652  | 43,60 / 100,00  | 6,30 |
|                         | Chega                                    | 3 245  | 21,27 / 100,00  | 2,83 |
|                         | Partido Socialista                       | 3 231  | 21,18 / 100,00  | 5,01 |
|                         | Iniciativa Liberal                       | 485    | 3,18 / 100,00   | 0,33 |
|                         | Livre                                    | 317    | 2,08 / 100,00   | 0,39 |
|                         | Alternativa Democrática Nacional         | 316    | 2,07 / 100,00   | 1,29 |
|                         | Coligação Democrática Unitária (PCP-PEV) | 215    | 1,41 / 100,00   | 0,15 |
|                         | Bloco de Esquerda                        | 201    | 1,32 / 100,00   | 1,72 |
|                         | Outros (com menos de 1,00%)              | 121    | 0,79 / 100,00   |      |
| Votos Inválidos         | Votos Inválidos                          | 474    | 3,11 / 100,00   | 0,41 |
| Total                   | Total                                    | 15 257 | 100,00 / 100,00 |      |
| Eleitorado/Participação | Eleitorado/Participação                  | 24 181 | 63,09 / 100,00  | 2,37 |

### Vila Nova de Paiva
| Partido                 | Partido                                  | Votos | %               | +/-  |
| ----------------------- | ---------------------------------------- | ----- | --------------- | ---- |
|                         | AD - Coligação PSD/CDS                   | 1 433 | 51,64 / 100,00  | 7,04 |
|                         | Chega                                    | 562   | 20,25 / 100,00  | 1,45 |
|                         | Partido Socialista                       | 464   | 16,72 / 100,00  | 3,86 |
|                         | Iniciativa Liberal                       | 77    | 2,77 / 100,00   | 0,14 |
|                         | Alternativa Democrática Nacional         | 74    | 2,67 / 100,00   | 1,95 |
|                         | Coligação Democrática Unitária (PCP-PEV) | 37    | 1,33 / 100,00   | 0,05 |
|                         | Outros (com menos de 1,00%)              | 65    | 2,34 / 100,00   |      |
| Votos Inválidos         | Votos Inválidos                          | 63    | 2,27 / 100,00   | 0,64 |
| Total                   | Total                                    | 2 775 | 100,00 / 100,00 |      |
| Eleitorado/Participação | Eleitorado/Participação                  | 5 672 | 48,92 / 100,00  | 0,15 |

### Viseu
| Partido                 | Partido                                  | Votos  | %               | +/-  |
| ----------------------- | ---------------------------------------- | ------ | --------------- | ---- |
|                         | AD - Coligação PSD/CDS                   | 24 445 | 40,74 / 100,00  | 5,14 |
|                         | Chega                                    | 13 340 | 22,23 / 100,00  | 2,50 |
|                         | Partido Socialista                       | 12 898 | 21,50 / 100,00  | 4,15 |
|                         | Iniciativa Liberal                       | 2 705  | 4,51 / 100,00   | 0,54 |
|                         | Livre                                    | 1 902  | 3,17 / 100,00   | 0,64 |
|                         | Alternativa Democrática Nacional         | 1 061  | 1,77 / 100,00   | 1,19 |
|                         | Bloco de Esquerda                        | 923    | 1,54 / 100,00   | 1,89 |
|                         | Coligação Democrática Unitária (PCP-PEV) | 659    | 1,10 / 100,00   | 0,07 |
|                         | Outros (com menos de 1,00%)              | 442    | 0,74 / 100,00   |      |
| Votos Inválidos         | Votos Inválidos                          | 1 622  | 2,70 / 100,00   | 0,09 |
| Total                   | Total                                    | 59 997 | 100,00 / 100,00 |      |
| Eleitorado/Participação | Eleitorado/Participação                  | 92 594 | 64,80 / 100,00  | 1,44 |

### Vouzela
| Partido                 | Partido                          | Votos | %               | +/-  |
| ----------------------- | -------------------------------- | ----- | --------------- | ---- |
|                         | AD - Coligação PSD/CDS           | 2 548 | 44,24 / 100,00  | 5,87 |
|                         | Partido Socialista               | 1 293 | 22,45 / 100,00  | 5,64 |
|                         | Chega                            | 1 274 | 22,12 / 100,00  | 2,49 |
|                         | Iniciativa Liberal               | 137   | 2,38 / 100,00   | 0,01 |
|                         | Livre                            | 109   | 1,89 / 100,00   | 0,44 |
|                         | Alternativa Democrática Nacional | 103   | 1,79 / 100,00   | 0,93 |
|                         | Outros (com menos de 1,00%)      | 147   | 2,55 / 100,00   |      |
| Votos Inválidos         | Votos Inválidos                  | 148   | 2,57 / 100,00   | 0,16 |
| Total                   | Total                            | 5 759 | 100,00 / 100,00 |      |
| Eleitorado/Participação | Eleitorado/Participação          | 8 744 | 65,86 / 100,00  | 2,06 |

## Lista de Deputados Eleitos
A lista apresentada é conforme a aplicação do Método D'Hondt:
| N.º | Nome                                      | Partido | Partido            | Partido                          | Quociente |
| --- | ----------------------------------------- | ------- | ------------------ | -------------------------------- | --------- |
| 1   | António Leitão Amaro                      |         |                    | AD - Coligação PSD/CDS (PPD/PSD) | 88374     |
| 2   | João José Rodrigues Tilly                 |         | Chega              | Chega                            | 45794     |
| 3   | Elza Pais                                 |         | Partido Socialista | Partido Socialista               | 45210     |
| 4   | Pedro Filipe dos Santos Alves             |         |                    | AD - Coligação PSD/CDS (PPD/PSD) | 44187     |
| 5   | Inês Carmelo Rosa Calado Lopes Domingos   |         |                    | AD - Coligação PSD/CDS (PPD/PSD) | 29458     |
| 6   | Bernardo Cappelle Homem Caldeira Pessanha |         | Chega              | Chega                            | 22897     |
| 7   | Armando Silva Mourisco                    |         | Partido Socialista | Partido Socialista               | 22605     |
| 8   | Carlos Silva Santiago                     |         |                    | AD - Coligação PSD/CDS (PPD/PSD) | 22093,5   |